# Вільгельм Райнгард
Вільгельм Адольф Райнгард (нім. Wilhelm Adolf Reinhard; 18 березня 1869, Гросс-Лютай (нині Лютово, Куявсько-Поморське воєводство, Польща) — 18 грудня 1955, Дортмунд, ФРН) — високопоставлений офіцер СС, обергруппенфюрер СС і генерал піхоти.

## Біографія
Закінчив кадетський корпус і військову школу в Меці. Кадровий офіцер. Почав службу фенріхом в прусській армії в 1888 році в піхотному полку «Герцог Фрідріх Вільгельм фон Брауншвейг». Лейтенант з 1889 року. Обер-лейтенант (1890). У 1911 році - майор.
Учасник Першої світової війни в складі 3-ї гвардійської дивізії. У 1914 році брав участь в облозі фортеці Намюр. Пізніше був переведений зі своїм полком на Східний фронт. Учасник Мазурського битви (1914) і Лодзінської операції.
У 1915 року Рейнгард командував гвардійським гренадерського 5-м полком, згодом був призначений командиром 4-го гвардійського піхотного полку. Пізніше переведений на Західний фронт, де бився в битві при Артуа (1915).
Оберст-лейтенант з 1916 р У 1918 році став оберста.
У січні 1919 року брав участь в придушенні повстання спартакістів. Продовжив службу в рейхсвері на посаді командира Берлінської 15-ї піхотної бригади.
Член НСДАП з жовтня 1927 року. У вересні 1935 року вступив у СС.
З 1934 року - президент Союзу колишніх солдатів. З 1936 до весни 1945 року - член рейхстагу Третього Рейху. З 1938 року входив в число командного складу СС спеціального призначення. Тоді ж обраний головою націонал-соціалістичного союзу колишніх військовослужбовців Німеччини.
У листопаді 1941 року отримав звання обергруппенфюрера СС. 3 січня 1942 року - генерал піхоти. З листопада 1944 року працював в штабі командування СС спеціального призначення.
Після закінчення війни здався західним союзникам і кілька місяців перебував в таборі для інтернованих.

## Звання
| Дата             | Звання                     |
| ---------------- | -------------------------- |
| 22 березня 1888  | Характерний фенріх         |
| 15 жовтня 1888   | Фенріх                     |
| 21 вересня 1889  | Другий лейтенант           |
| 18 серпня 1897   | Обер-лейтенант             |
| 18 квітня 1903   | Гауптман                   |
| 21 квітня 1911   | Майор                      |
| 18 квітня 1916   | Оберст-лейтенант           |
| 21 вересня 1918  | Оберст                     |
| 15 вересня 1935  | Штандартенфюрер СС         |
| 9 листопада 1935 | Оберфюрер СС               |
| 9 листопада 1936 | Бригадефюрер СС            |
| 20 квітня 1937   | Группенфюрер СС            |
| 22 березня 1938  | Характерний генерал-майор  |
| 18 березня 1939  | Характерний генерал піхоти |
| 9 листопада 1941 | Обергруппенфюрер СС        |
| 1 березня 1943   | Генерал піхоти             |

## Нагороди[6]
- Столітня медаль (1897)
- Орден Червоного орла 4-го класу (15 жовтня 1907)
- Хрест «За вислугу років» (Пруссія) (1913)

### Перша світова війна
- Залізний хрест
  - 2-го класу (14 вересня 1914)
  - 1-го класу (24 грудня 1914)
- Орден дому Гогенцоллернів
  - Лицарський хрест з мечами (24 вересня 1916)
  - Командорський хрест з мечами (4 серпня 1918)
- Орден «За заслуги» (Баварія) 3-го класу з мечами (13 листопада 1916)
- Орден «Pour le Mérite» з дубовим листям 
  - орден (27 серпня 1917)
  - дубове листя (1 жовтня 1918)
- Нагрудний знак «За поранення» в сріблі (30 жовтня 1918)

### Міжвоєнний період
- Цивільний знак СС (№133 243)
- Почесний кут старих бійців
- Почесний хрест ветерана війни з мечами
- Медаль «За вислугу років у Вермахті» 4-го, 3-го, 2-го і 1-го класу (25 років)
- Йольський свічник (16 грудня 1935)
- Кільце «Мертва голова» (8 жовтня 1937)
- Почесний кинджал СС
- Золотий партійний знак НСДАП (22 березня 1938)
- Почесна шпага рейхсфюрера СС (18 березня 1939)

### Друга світова війна
- Хрест Воєнних заслуг
  - 2-го класу
  - 1-го класу (30 березня 1942)
- Медаль «За вислугу років у НСДАП» в сріблі та бронзі (15 років)
- Орден Священного скарбу 5-го класу (Японська імперія)
- Орден Заслуг (Угорщина), командорський хрест із зіркою
- Орден Корони Італії, великий офіцерський хрест